# La Grange (Tennessee)
La Grange és una població dels Estats Units a l'estat de Tennessee. Segons el cens del 2000 tenia 136 habitants.

## Demografia
Segons el cens del 2000, La Grange tenia 136 habitants, 59 habitatges, i 45 famílies. La densitat de població era de 33 habitants/km².
Dels 59 habitatges en un 18,6% hi vivien nens de menys de 18 anys, en un 66,1% hi vivien parelles casades, en un 8,5% dones solteres, i en un 23,7% no eren unitats familiars. En el 23,7% dels habitatges hi vivien persones soles el 6,8% de les quals corresponia a persones de 65 anys o més que vivien soles. El nombre mitjà de persones vivint en cada habitatge era de 2,31 i el nombre mitjà de persones que vivien en cada família era de 2,71.
Per edats la població es repartia de la següent manera: un 18,4% tenia menys de 18 anys, un 1,5% entre 18 i 24, un 22,1% entre 25 i 44, un 38,2% de 45 a 60 i un 19,9% 65 anys o més.
L'edat mediana era de 48 anys. Per cada 100 dones de 18 o més anys hi havia 91,4 homes.
La renda mediana per habitatge era de 53.214 $ i la renda mediana per família de 63.333 $. Els homes tenien una renda mediana de 36.875 $ mentre que les dones 16.875 $. La renda per capita de la població era de 38.626 $. Entorn del 2,2% de les famílies i el 4,4% de la població estaven per davall del llindar de pobresa.

## Poblacions més properes
El següent diagrama mostra les poblacions més properes.